# النمرود (فرقة)
النمرود هي فرقة بلاك ميتال سعودية، وكما يُشير اسمها فهي تعني بشكل مباشر كلمة «النمرود» والتي أُطلقت على الملك البابلي الذي تحدى النبي إبراهيم منذ قدم التاريخ، أما سبب اختيار المجموعة لهذا الاسم فجاء كشكل من أشكال التحدي ضد سلطة الدين، هذا وتجدر الإشارة إلى أن أعضاء هذه الفرقة مجهولين الهوية؛ خصوصا أن كشف هوياتهم قد يؤدي إلى فرض عقوبات صارمة من قبل السلطات السعودية.
أصدرت فرقة النمرود العديد من الألبومات والأغاني الفردية منذ أن بدأت في عام 2008، كما أصدرت ثلاثة فيديوهات موسيقية، وقد وقعت عقدا مع شركة شيطان بروداكشنز للإنتاج في كندا.

## قائمة أعمالها

### الألبومات
- استُفحِل الثأر (2009)
- أُسطورة طاغوت (2010)
- كتابُ الأوثان (2012)
- حينَ يَظهر الغسق (2014)
- دياجي الجور (2015)
- إنكار (2017)
- ولاءات (2020)
- عبادة المنحط (2022)

### الأغاني الفردية
- أتباع النمرود (2008)
- جيش النمرود (2013)
- أنا الطُغيان (2015)

### الفيديو كليبات
| السنة | العنوان              | شركة الإنتاج        |
| ----- | -------------------- | ------------------- |
| 2014  | بات الثأر ناراً موهجة | كالين أرتينيان      |
| 2015  | حياة الخزي           | استوديو إرث للإنتاج |
| 2017  | نابث                 | سيلفر فرايم للإنتاج |

## روابط خارجية
- النمرود على موقع ميوزك برينز (الإنجليزية)
- النمرود على موقع أول ميوزيك (الإنجليزية)
- النمرود على موقع ديسكوغز (الإنجليزية)